# Municipio de Hopkins (Illinois)
El municipio de Hopkins (en inglés: Hopkins Township) es un municipio ubicado en el condado de Whiteside en el estado estadounidense de Illinois. En el año 2010 tenía una población de 2156 habitantes y una densidad poblacional de 23,13 personas por km².

## Geografía
El municipio de Hopkins se encuentra ubicado en las coordenadas 41°47′50″N 89°48′34″O / 41.79722, -89.80944. Según la Oficina del Censo de los Estados Unidos, el municipio tiene una superficie total de 93.2 km², de la cual 92,34 km² corresponden a tierra firme y (0,92 %) 0,86 km² es agua.

## Demografía
Según el censo de 2010, había 2156 personas residiendo en el municipio de Hopkins. La densidad de población era de 23,13 hab./km². De los 2156 habitantes, el municipio de Hopkins estaba compuesto por el 96,15 % blancos, el 0,37 % eran afroamericanos, el 0,28 % eran amerindios, el 0,14 % eran asiáticos, el 1,86 % eran de otras razas y el 1,21 % eran de una mezcla de razas. Del total de la población el 8,35 % eran hispanos o latinos de cualquier raza.